# PC Building Simulator
PC Building Simulator est un jeu vidéo de simulation dans lequel le joueur doit gérer son entreprise de réparateur d'ordinateur. Il a été développé par Claudiu Kiss et The Irregular Corporation et édité par The Irregular Corporation. Le jeu est sorti le 27 mars 2018 sur Windows en accès anticipé.

## Système de jeu
PC Building Simulator est un jeu vidéo basé sur la construction et la réparation de PC. 

## Accueil
Le jeu obtient 94 % d'évaluations positives sur la plateforme Steam sur plus de 5 500 avis.